# Johan Michiel Dautzenberg

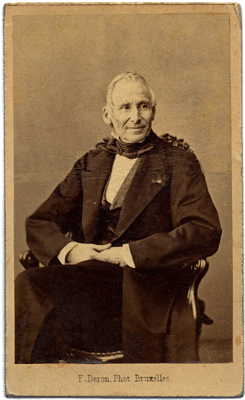
Johan Michiel Dautzenberg

Johan Michiel Dautzenberg (* 6. Dezember 1808, in Heerlen; † 4. Februar 1869 in Elsene) war ein flämischer Dichter, Publizist, Schriftsteller und Übersetzer. Er wurde beruflich nacheinander tätig als Sekretär, Angestellter, Lehrer, Hauslehrer und Buchhalter.

## Leben
Als Dautzenberg geboren wurde, standen die Niederlande noch unter der Herrschaft Napoleons. Das „Vereinigte Königreich der Niederlande“ entstand erst 1815 nach dem Wiener Kongress. 1826 wurde Dautzenberg Sekretär von Graf Karel Leopold de Belderbusch. Dessen Sitz war Kasteel Terworm, eine Wasserburg in der Gemeinde Heerlen. Dautzenberg zog mit dem Grafen auch einige Monate nach Paris. Zurück in Heerlen wechselte er in die Stelle eines Angestellten bei einem Notariat.
Nach seiner Heirat 1838 (mit Melanie Maillart) gab Dautzenberg seine Tätigkeit als Hauslehrer auf (er arbeitete zuvor als Lehrer u. a. in Maastricht, Bergen, Doornik, zudem soll er vor 1830 auch in Gent tätig gewesen sein) und wurde in Châtelineau Rechnungsführer der Eisengießerei und der Kohlebergwerke der Société de Commerce de Bruxelles. Bei dem Unternehmen bekam er 1841 eine Stelle als Buchhalter in Brüssel. Der Umzug nach Elsene, wo er 1869 verstarb, erfolgte 1844.
Er schrieb Gedichte und Lieder in seiner Freizeit. Sie handelten von der Natur. Er  verfasste auch Gedichte über die flämische Bewegung. Einige Liedtexte von ihm sind noch existent. Folgt man August Vermeylen, dann war er der erste bewusst flämische Schriftsteller. Als Mitbegründer vom Vlaemsch-Duits Zangverbond (Flämisch-Deutscher Sängerbund) war er dort Sekretär von 1846 bis 1848.
Mit seiner 32-seitigen Beknopte prosodie der Nederduitsche taal (auf Deutsch in etwa: prägnante bzw. kurze Prosodie der niederländischen Sprache, also einer Studie über niederländische Prosodie) versuchte er 1860 seine Dichterkollegen davon zu überzeugen, zu den klassischen Metriken der Poesie zurückzukehren. Er äußerte sich wiederholt zu Fragen der Sprache. 1852 hält er auf „3e Tael- en Letterkundig Congres“ in Brüssel eine Rede über Nederlandsche Tael- en Dichtvormen. Sein Werk zeigt auch einen starken deutschen literarischen Einfluss, unter anderem übersetzte er Loverkens von Hoffmann von Fallersleben ins Niederländische.
1850 erschien seine erste Sammlung Gedichten (auf Deutsch: Gedichte).  Viele Gedichte, Lieder, aber auch Literaturstudien folgten. In etlichen seiner Gedichte steht sein Geburtsort Heerlen (direkt und indirekt) als Ideal für seine Jugend.
Seit den Jahren 1840 ff. finden sich von ihm regelmäßig Beiträge in Zeitschriften wie  Nederduitsch Letterkundig Jaarboekje, das Kunst- en Letterblad, Het Taelverbond, Vlaemsch België, De Broederhand, Der Pangermane, De Moedertael en vooral aan De Toekomst.
1857 gründete er mit einigen Freunden (u. a. P. van Duyse, J. Heremans) die Bildungszeitschrift De Toekomst (auf Deutsch: Die Zukunft).
Ab 1863 wurde er aber ernstlich krank und war publizistisch nicht mehr so aktiv.
Eine Sammlung seiner Gedichte wurde 1869, nach seinem Tod, von seinem Schwiegersohn Frans de Cort veröffentlicht, und zwar Verspreide en nagelaten gedichten (auf Deutsch in etwa: Verstreute und hinterlassene Gedichte).
Er übersetzte die Oden des Horaz ins Niederländische. Das Buch wurde aber erst 1923, Jahrzehnte nach seinem Tod, veröffentlicht. Man hatte die Übersetzung der 50 Oden des Horaz erst 1910 wiederentdeckt, Jahre danach wurden diese Oden schließlich veröffentlicht.
Am 30. März 2013 hat man in Heerlen, heute gelegen in der Provinz Limburg der Niederlande, eine Gedenktafel zu Ehren von Johan Michiel Dautzenberg (1808–1869) enthüllt. Und zwar in der Dautzenbergstraat, diese Straße ist nah zum Wilhelminaplein gelegen und war bereits nach dem Dichter und Autor Johan Michiel Dautzenberg benannt. Die Gedenktafel schaut zudem in Richtung Willemsstraat, in welcher Dautzenberg geboren wurde. Auch über die Stadtgrenze Brüsse/lElsene hinweg (Elsene liegt im Südosten der Brüsseler Innenstadt und grenzt an die Stadt Brüssel) gibt es eine nach ihm benannte Dautzenbergstraat.

## Werke (Auswahl)
- Gedichten (1850), Verlag Muquardt, Brüssel. Digitalisiert bei der Königlich Belgischen Bibliothek, KBR
- Beknopte prosodie der Nederduitsche taal (1851), Antwerpen, Boekhandel van Hendrik Peeters, Uitgever. Digitalisiert bei der Königlich Belgischen Bibliothek, KBR (war zudem schon 1850 erschienen in: Taelverbond, 6. Jg., 7e dl., Seiten 345–376).
- Übersetzung: De Giftdrank von Emile Augier; In Dietsche ïamben vertaeld door J.-M. Dautzenberg (1851), Verlag Muquardt, Brüssel
- Übersetzung: Loverkens (1852), Hertaalde versie van gelijknamige gedichtenbundel van Hoffmann von Fallersleben, publiziert in: Het Taelverbond 7 (1851/1852), Nr. 8, Seiten 472–479.
- Volksleesboek voor middelbare en lagere scholen en Vlaemsche huisgezinnen (1854), von J. M. Dautzenberg und Pr. van Duyse, Verlag Muquart, Brüssel. Digitalisiert bei der Königlich Belgischen Bibliothek, KBR
- Verhalen uit de geschiedenis van België (1856), Gent, Lebrun-Devigne, Boekhandelaer, Veldstraat 29. Digitalisiert bei der Königlich Belgischen Bibliothek, KBR
- De doop (1867), Antwerpen, De Cort.
- De moriljen (1867), Antwerpen, Boekhandel J. W. Marchand & Co. Digitalisiert bei der Königlich Belgischen Bibliothek, KBR
- Verspreide en nagelaten gedichten (1869), Antwerpen, de Cort. Digitalisiert bei der Königlich Belgischen Bibliothek, KBR
- Übersetzung: Horatius' Oden. Metrisch vertaald door J.M. Dautzenberg met inleiding van Dr. Maurits Sabbe (1923), Brussel: Drukkerij Weduwe Monnom. NV 32, Nijverheidsstraat.